# Штефан Гелль
Штефан Гелль (23 грудня 1962, Синтана, Соціалістична Республіка Румунія) — німецький фізик, винахідник 4-пі мікроскопії. Лауреат Нобелівської премії з хімії 2014 року разом з Еріком Бетциґом та Вільямом Мернером.

## Біографія
Народився в родині банатських швабів у Румунії. Навчався в Гейдельберзькому університеті, де також захистив дисертацію. Короткий час був незалежним винахідником і працював над поліпшенням аксіальної роздільної здатності конфокального мікроскопа, яка стала відома як 4-пі мікроскопія.
У 1991—1993 роках працював в Європейській лабораторії молекулярної біології. В 1993—1994 роках був лідером групи в Університеті Турку. У 1993—1994 роках працював в Оксфордському університеті. 2002 року став директором Інституту біофізичної хімії Макса Планка. Від 2003 року був головою відділу оптичної наноскопії в Німецькому центрі вивчення раку в Гейдельбезі.